# Лабиринт
Вижте пояснителната страница за други значения на Лабиринт.
Лабиринтът е пътека или колекция от пътеки, обикновено от вход до крайна цел. Думата се използва за обозначаване както за разклонен маршрут, изискващ решаването му, така и за по-прости неразклонени („еднокурсови“) модели, които водят недвусмислено през сложно оформление до цел. Пътищата и стените в лабиринта обикновено са фиксирани, но пъзелите, в които стените и пътеките могат да се променят по време на играта, също се категоризират като лабиринти или пъзели предназначение за обиколки (разходки).
Лабиринтите са изградени със стени и стаи, с живи плетове, трева, царевични стъбла, бали слама, книги, павета с контрастни цветове или дизайни и тухли или в полета със зърнено-житни култури, често царевица. Царевичните лабиринти могат да бъдат много големи; те обикновено се съхраняват само за един вегетационен период, така че могат да бъдат различни всяка година и се рекламират като сезонни туристически атракции.
Лабиринтите, които не съдържат цикли, са известни като „стандартни“ или „перфектни“ лабиринти и са еквивалентни на дърво в Теория на графите. Следователно много алгоритми за решаване на лабиринти са тясно свързани с теорията на графите. Интуитивно, ако човек издърпа и разтегне пътеките в лабиринта по правилния начин, резултатът може да бъде направен така, че да прилича на дърво.

## Галерия
Част от разновидностите на лабиринтите, които са загадка за разрешаване:
- Стандартен лабиринт: Намерете път от и обратно към звездата.
- Кръгъл тип лабиринт: Намерете маршрут до центъра на лабиринта.
- Лабиринт с примки (омагьосан кръг) и капани: Следвайте стрелките от и обратно към звездата
- Блоков лабиринт: Попълнете четири блока, за да направите път, свързващ звездите. Без диагонали.
- Лабиринт с числа: Започва и завършва при звездата. Използвайки числото във вашето пространство, прескочете този брой блокове в права линия към ново пространство. Без диагонали.